# 金沢地方気象台
金沢地方気象台（かなざわちほうきしょうだい）は、石川県金沢市にある地方気象台。

## 概要
東京管区気象台の管轄下にあり、石川県内の地上気象観測、地域気象観測（アメダス）、生物季節観測からなる気象観測業務、予報業務、地震情報・防災・広報業務を行っている。

## 沿革
- 1882年（明治15年）1月1日 - 金沢市広坂に内務省地理局金沢測候所設置。その後、県営に移管。
- 1908年（明治41年）5月1日 - 金沢市弥生に移転。
- 1991年（平成3年）10月23日 - 現所在地の金沢市西念に移転。

## 天気予報区分
石川県加賀
- 加賀北部 - 金沢市、かほく市、河北郡津幡町及び内灘町
- 加賀南部 - 白山市、能美市、小松市、加賀市、野々市市及び能美郡川北町

石川県能登
- 能登北部 - 輪島市、珠洲市、鳳珠郡穴水町及び能登町
- 能登南部 - 七尾市、羽咋市、羽咋郡志賀町、宝達志水町及び鹿島郡中能登町